# Alejandro Muñiz Ruiz
Alejandro Muñiz Ruiz (Pontevedra, Galicia, 24 de mayo de 1991) es un árbitro de fútbol español. Pertenece al Comité de árbitros de Galicia.
Fue el cuarto árbitro en la final de la Copa del Rey del año 2024 que enfrentaba a Athletic Club contra el RCD Mallorca.

## Temporadas
| Categoría            | País   | Años              | Partidos |
| -------------------- | ------ | ----------------- | -------- |
| Segunda División "B" | España | 2014 - 2019       | 68       |
| Segunda División     | España | 2019 - 2021       | 41       |
| Primera División     | España | 2021 - Actualidad | 68       |

Actualizado a 1 de febrero de 2025

## Premios
- Trofeo Guruceta (1): 2020
- Trofeo Vicente Acebedo (1): 2021